# Бокова, Хритиния Алексеевна
Хритиния Алексеевна Бокова (14 ноября 1928 — 3 апреля 2022) — советская работница сельского хозяйства, свинарка. Герой Социалистического Труда.

## Биография
Родилась 14 ноября 1928 года в хуторе Кружилинский, ныне Шолоховского района Ростовской области.
В 1945 году, после окончания 7 классов кружилинской школы, пришла работать в местный колхоз «Буденный». В 1950 году перешла в зерносовхоз «Кружилинский» Вешенского района. С 1955 года работала свинаркой на свиноферме этого же совхоза. В 1965 году вырастила и передала на доращивание 1125 поросят со средним весом в 16 килограмм.
В 1969 году Хритиния Алексеевна стала бригадиром на свиноферме, возглавив коллектив из 50 человек. С 1986 года на пенсии. Проживала в Шолоховском районе Ростовской области. В ноябре 2011 года администрация Шолоховского района поздравила Хритинию Бокову с 83-летием.
Умерла 3 апреля 2022 года.

## Награды
- Указом Президиума Верховного Совета СССР от 22 марта 1966 года за достигнутые успехи в развитии животноводства, увеличении производства и заготовок мяса Боковой Хритинии Алексеевне присвоено звание Героя Социалистического Труда с вручением ордена Ленина и золотой медали «Серп и Молот».
- Также награждена орденом Октябрьской Революции (1968) и медалями.
- В 2013 году награждена медалью ордена «За заслуги перед Ростовской областью»[3].